# Prix Guy-Mauffette
Pour un article plus général, voir Prix du Québec.

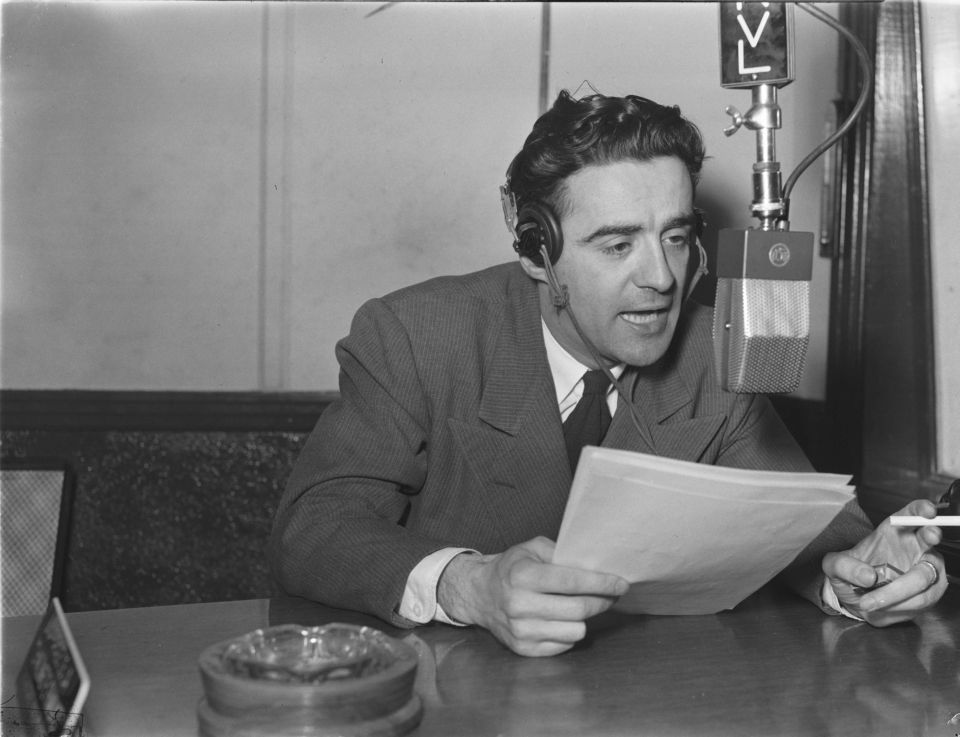
Guy Mauffette en studio animant une émission de radio diffusée sur les ondes de CKVL, à Montréal, en 1948.

Le prix Guy-Mauffette, l'un des Prix du Québec décernés annuellement par le gouvernement du Québec, a été créé en 2011. Il couronne l'ensemble de la carrière d'un artiste ou artisan de la radio ou télévision. Il est nommé en l'honneur de Guy Mauffette, un pionnier de l'animation et de la réalisation radiophonique québécoise.

## Description du prix
Le prix Guy-Mauffette est la plus haute distinction accordée à une personne au Québec pour l’ensemble de son œuvre et de sa carrière dans les domaines de la radio ou de la télévision.
Les divers aspects reconnus par ce prix sont l’animation, la composition musicale, l’interprétation, le journalisme, la production, la réalisation, la scénarisation et les techniques télévisuelles et radiophoniques.
Les critères d’éligibilité au prix sont :
- le candidat doit être citoyen canadien et vivre ou avoir vécu au Québec ;
- une personne ne peut recevoir deux fois le même prix, mais elle peut en recevoir plus d'un la même année ;
- un prix ne peut être attribué à plusieurs personnes à moins que ces personnes participent à des réalisations conjointes ;
- un prix ne peut être attribué à titre posthume.

Le prix comporte :
- une bourse non imposable de 30 000 $ ;
- une médaille en argent réalisée par un artiste québécois ;
- un parchemin calligraphié et un bouton de revers portant le symbole des Prix du Québec ;
- une pièce de joaillerie exclusive aux lauréates et aux lauréats ;
- un hommage public aux lauréats et aux lauréates par le gouvernement du Québec au cours d'une cérémonie officielle.

## Origine du nom
Le prix doit son nom à Guy Mauffette (1915-2005), un pionnier comme réalisateur et animateur qui a marqué son époque à la radio.

## Lauréats et lauréates
- 2011 - Janette Bertrand
- 2012 - Jacques Languirand
- 2013 - Daniel Bertolino
- 2014 - Lise Payette
- 2015 - Jean Bissonnette
- 2016 - Bernard Derome
- 2017 - Jean-Claude Lord
- 2018 - Francine Grimaldi[2]
- 2019 - Raymond Saint-Pierre[3]
- 2020 - Mohamed Lofti
- 2021 - Céline Galipeau
- 2022 - Alain Saulnier
- 2023 - Michel Delorme
- 2024 - François Cousineau